# José Fábio Santos de Oliveira
José Fábio Santos de Oliveira (født 21. april 1987) er en brasiliansk fodboldspiller.